# NGC 3830
NGC 3830 este o liner situată în constelația Leul. A fost descoperită în  de către John Herschel. Se află la o distanță de 129,38 de megaparseci de Pământ.